# Acrostichon
Acrostichon je nizozemská death metalová kapela z Tilburgu v provincii Severní Brabantsko, která vznikla v roce 1989.
Debutové studiové album Engraved in Black vyšlo v roce 1993 pod hlavičkou francouzského vydavatelství Modern Primitive Records.

K roku 2021 má kapela na svém kontě celkem dvě řadová alba a několik dalších nahrávek.

## Diskografie
Dema
- Epilogue (1989)
- Prologue (1990)
- Official Live (1990)
- Acrostichon Live 1991 (1991)
- Dehumanized (1991)
- Promo Tape 1996 (1996)

Studiová alba
- Engraved in Black (1993)
- Sentenced (1995)

EP
- Lost Remembrance (1991)
- Forgotten (1994)

Videa
- Live (1993)

Live alba
- Return to Killburg (2012)

Samplery
- Where Is Your God Now... ? (1990) – sampler DSFA Records, další kapely jsou Gorefest, Sinister, Dead Head a Disfigure
- Seraphic Decay Records CD Sampler (1991)